# Урфар-Умгебунг
Урфар-Умгебунг (нем. Bezirk Urfahr-Umgebung) - политический округ в Австрии. Центр округа - город Линц (административно в округ не входит). Округ входит в федеральную землю Верхняя Австрия. Занимает площадь 649,33 кв. км. Население 77 742 чел. Плотность населения 120 человек/кв.км. 

## Города и общины
1. Айденберг (1 813)
2. Альберндорф-ин-дер-Ридмарк (3 594)
3. Альтенберг-бай-Линц (4 087)
4. Бад-Леонфельден (3 850)
5. Вальдинг (3 768)
6. Гальнойкирхен (5 935)
7. Гольдвёрт (870)
8. Грамаштеттен (4 540)
9. Зоннберг-им-Мюлькрайс (795)
10. Кирхшлаг-бай-Линц (1 906)
11. Лихтенберг (2 399)
12. Обернойкирхен (3 009)
13. Оттеншлаг-им-Мюлькрайс (479)
14. Оттенсхайм (4 317)
15. Пухенау (4 696)
16. Райхенау-им-Мюлькрайс (1 162)
17. Райхенталь (1 386)
18. Санкт-Готтхард-им-Мюлькрайс (1 301)
19. Фельдкирхен-ан-дер-Донау (5 066)
20. Фордервайсенбах (2 125)
21. Хайбах-им-Мюлькрайс (783)
22. Хельмонзёдт (2 087)
23. Херцогсдорф (2 362)
24. Цветль-ан-дер-Родль (1 783)
25. Шенкенфельден (1 507)
26. Штайрэгг (4 769)
27. Энгервицдорф (7 533)